# Šternberská madona
Šternberská madona je jednou z nejvýznamnějších českých madon krásného slohu a národní kulturní památkou. Byla objevena roku 1957 ve filiálním kostele v Babicích, které náležely ke šternberskému majetku. Patří do skupiny krásných madon z okruhu Mistra Toruňské madony. Je vystavena ve stálé expozici středověkého sochařství v Arcidiecézním muzeu Olomouc.

## Popis a zařazení

### Restaurování
První restaurování sochy provedl roku 1958 František Sysel. Bylo při něm sejmuto 6 mladších vrstev polychromie inkarnátů, 4–5 mladších vrstev polychromie šatu, pláště a roušky a ponechány nejstarší vrstvy - rumělka na líci pláště, kobaltová modř na rubu pláště, zlacení lemu, tmavá červeň spodního šatu a okr na roušce. Původní barva inkarnátů byla objevena až jako 8. vrstva při dalším restaurování roku 1998. Restaurátor předpokládá, že nejstarší vrstvy polychromie jsou v inkarnátech, plachetce a místech zlacení (vlasy, koruna, lemy pláště) a na ostatní plochy byl nanesen pouze klihovokřídový podklad a práce byla přerušena před přitesáním zadní strany sochy. Specifická sytě rumělková barva pláště, kterou se Šternberská madona liší od ostatních madon krásného slohu, tak může pocházet až z pozdější doby a různí historikové umění ji řadí do 15-16. století.
Drobná poškození lemu pláště byla v minulosti opravena přetesáním a řasení drapérie tak částečně pozbylo logičnosti. Z pozdější doby pochází také otvor na temeni hlavy jezulátka, do kterého měla být vsazena svatozář. Kamenná koruna na hlavě madony byla v blíže neurčeném čase zkrácena a upravena pro nasazení kovové koruny. Zadní strana sochy, původně určené do volného prostoru, byla plně plastická, s vějířovitým pravidelným řasením pláště od ramen k podstavci, ale nedlouho po jejím dokončení přitesaná, pravděpodobně v souvislosti s jejím druhotným umístěním na konzole. V 60. letech 20. století byla při neodborném pořízení odlitku na několika místech poškozena polychromie i s křídovým podkladem.

### Popis sochy
Opuková socha 84 × 37 × 18 cm, se zachovanou původní polychromií na křídovém podkladu a zlacením na polimentu.
Šternberská madona má řadu shodných rysů se „slezskými madonami“ z Toruně, Wroclawi a Bonnu a Kutal předpokládá, že vznikly ve stejné dílně tzv. Mistra Toruňské madony. Za výchozí typy pro toruňský okruh považuje sochy Sv. Jana z Třeboně a Madonu z Benátek (Kunstmuseum Düsseldorf). Zvláštním společným rysem této skupiny je porušení principu kontrapostu a umístění dítěte nad volnou nohou. Madony mají úzký vztah k sochám parléřovské stavební huti a působí mohutněji a svou rozložitostí a pevným rozkročením se liší od druhé linie krásných madon, které reprezentuje Krumlovská madona. Od ní odvozené sochy jsou naopak netělesně křehké a znázorněné v mnohem dynamičtější póze.
Hmota Šternberské madony je rozložena kolem střední osy mezi hlavou a soklem a působí staticky. Tělesné jádro zakrývá bohatá drapérie, rozvinutá do šířky a bohatě členěná velkorysými mísovitými, vlásničkovými a trubicovými záhyby. Madona je široce rozkročena, s váhou spočívající na pravé noze a s vysunutým pravým bokem. Dítě drží nad volnou nohou na levé straně, odkud běží diagonálně lem, zřasený uprostřed do meandrovitých záhybů a končící na pravém boku v kaskádě vertikálních překládaných záhybů. Systém řasení je proveden důsledně v celé drapérii, respektuje pohybový řád a tvoří plynulé přechody a spoje. Z této logiky se vymyká pouze oblast pod pravým ramenem, která je ve srovnání s ostatními partiemi málo diferencovaná. Přenesení Ježíška nad volnou nohu, které ho zbavilo opory, je nahrazeno oporou formální- soustavou horizontálních řas drapérie v oblasti pasu, která ho obtáčí. Tím se zároveň stal zbytečným druhý systém vertikálních záhybů pláště pod levou rukou madony, který se uplatňuje u krumlovského typu.
Na rozdíl od štíhlé a protáhlé tváře Krumlovské madony je tvář Šternberské madony široká a oblá a typově shodná s okruhem soch Mistra Toruňské madony. S krumlovským typem spojuje Šternberskou madonu zejména shodné zvlnění vlasů a také motiv vtlačení prstů pravé ruky matky do měkkého dětského těla. To má svůj logický význam u Krumlovské madony, kde na ruce spočívá váha dítěte, ale u Šternberské madony se jedná o dodatečné a věcně zbytečné gesto. Hra dítěte s jablkem se naopak vyskytuje téměř výhradně pouze u toruňského typu.
Spodní část přední strany sochy je jen nepatrně pozměněnou variantou Toruňské madony a opakuje celý systém řasení její drapérie, včetně vlásničkovitého záhybu, sahajícího na pravé straně až k podstavci. Hlavní rozdíl je v postavení Ježíška, který u Toruňské madony svírá oběma rukama jablko, zatímco u Šternberské se drží pravou rukou matčiny roušky a vytáčí se k věřícím, podobně jako u Madony z Wroclawi. Šternberská Marie nedrží v levé ruce jablko, ale přidržuje tělo Ježíška. Tím se loket dostal až doprostřed těla a nemůže na pravé straně přidržovat plášť. Chybí i krouživý pohyb záhybů, které u obou příbuzných madon obtáčejí jablko jako centrální uzel psychických vztahů, kde se stýkají ruce matky a dítěte. Rouška Panny Marie není stylizována do trubicových útvarů, ale je volně rozložena a jeden cíp drží v ruce Ježíšek. Tento motiv i samotná tvář Madony má malířskou předlohu v Madoně z Veveří.
Zadní strana sochy, kde je plášť uspořádán do pravidelných vertikálních řas rozbíhajících se od ramen k podstavci, se téměř shoduje s Madonami z Wroclawi, Madonou ze zemského muzea v Bonu, nebo s Krumlovskou madonou. Původní plně plastická zadní strana Šternberské madony byla poničena přetesáním.
Podle Fajta a Suckale celá kompozice plastiky odkazuje k Ježíšovu budoucímu umučení a Marie svým pohybem, gesty i pojetím drapérie strhává pozornost k dítěti. Matka ho pevně drží pravou rukou přes nahé tělo a zároveň odtahuje dozadu jakoby ho chtěla ochránit. Levou rukou pozdvihuje jeho nožku v předtuše, že bude probita hřebem. Ježíšek s nedětsky vážným výrazem svírá jablko, představující symbol spásy. Toto pojetí Madony soucitné (typu compassio), která předem ví, jaké utrpení její dítě čeká, vychází z mystického vidění sv. Brigity Švédské.

### Autorství
Na zadní straně sochy byl po odstranění mladších vrstev polychromie objeven v křídové vrstvě rytý nápis ze tří gotických minuskulí "hen" a připojené zkratky "us", který je signaturou autora a může znamenat hen(ricus). Obvykle je proto za autora Šternberské madony považován Jindřich IV. Parléř (Jindřich z Gmündu), synovec a parléř (palír, polír) svatovítské huti Petra Parléře. Dobře doložená díla Jindřicha z Gmündu, jako jsou archivolty svatopetrského portálu katedrály v Kolíně nad Rýnem, nebo Pieta v kostele sv. Tomáše v Brně ale tuto atribuci zpochybňují vzhledem k podstatným stylovým odlišnostem. V týdenních účtech katedrály sv. Víta je navíc Jindřich uváděn zkratkou čtyř písmen jako "henr(icus)".
Vzhledem k původu soch krásného slohu, který je spojován s Parléřovskou stavební hutí, navrhl Hlobil jinou interpretaci zkratky a čtení jako Hen(us), neboli Hanuš, Hans (Johannes) a jako možného autora navrhuje mladšího syna Petra Parléře Jana. Ten byl po svém otci a starším bratru Václavovi v letech 1398–1406 vedoucím mistrem stavební hutě katedrály sv. Víta. Václav s Janem jsou patrně totožní s pražskými Junkery (panici), kteří roku 1404 dodali Pietu pro katedrálu ve Štrasburku (nedochovaná). Václava Parléře, v letech 1399–1404 vedoucího mistra stavby dómu sv. Štěpána ve Vídni, navíc Lothar Schultes roku 1990 ztotožnil s Mistrem Krumlovské madony, ale později tento názor opustil. Sochařská výzdoba uvedených staveb z doby působení obou umělců má odlišný charakter a totožnost pražských Junkerů tak zůstává pouhou hypotézou.
Souvislost Šternberské madony se sochami v poutním kostele v Ptujské Hoře ve Slovinsku, jejichž autorem je tzv. Mistr Sv. Jakuba, vysvětlují badatelé příchodem skupiny kameníků do Ptujské Hory přímo z pražské svatovítské huti kolem roku 1400.
Kutal z rozsáhlého srovnávacího materiálu dovozuje že sochař, který byl autorem Šternberské madony, vzešel z parléřovské huti a byl obeznámen se starší českou dřevořezbou a malbou. Kolem roku 1390 vytvořil Düsseldorfskou madonu jako výchozí typ skupiny madon, mezi které patří i Šternberská madona, a ještě před rokem 1400 i Toruňskou madonu. Přejímal rovněž prvky, které jsou typické pro okruh Mistra Krumlovské madony. Vzájemné ovlivňování u autorů obou typů krásných madon je natolik významné, že lze předpokládat současnou práci obou sochařů v téže dílně. Vznikla zde pravděpodobně i Madona svatovítská s rámem zdobeným dřevořezbou. Datace děl odpovídá době, kdy jsou v Praze činní tzv. Junkeři (Panicové), synové Petra Parléře.

### Původ sochy

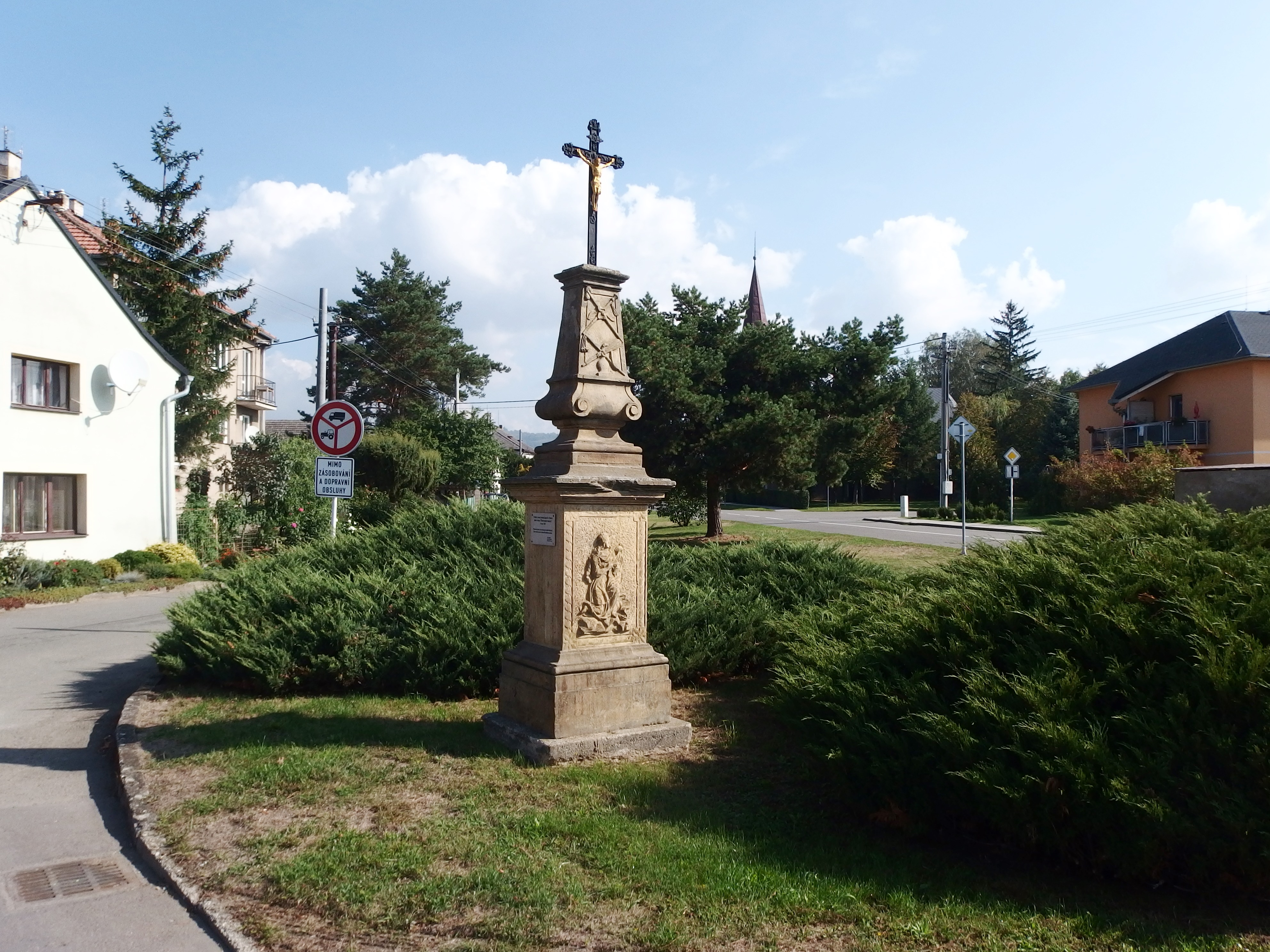
kříž na místě bývalé kaple v Babicích

Starší literatura předpokládala, že socha byla zhotovena pro klášterní kostel augustiniánů ve Šternberku a odtud se při barokní přestavbě dostala do nedalekých Babic. Pozdější úpravy sochy, zejména přitesání původně plně plastické sochy a chybějící polychromie na zadní straně, mohou podle Ivo Hlobila ukazovat k jejímu druhotnému umístění v zámecké kapli hradu Šternberk. Tu dal postavit roku 1380 Albert ze Šternberka, v době panování Karla IV. biskup litomyšlský a magdeburský. V kapli se nacházejí oltářní křídla, jejichž styl malby souvisí s Mistrem Třeboňského oltáře, nástěnné malby z období kolem roku 1380 a také kamenná konzola, stylově odlišná od konzole na protější straně kaple a vsazená do zdi až kolem roku 1400. Je na ní vytesána reliéfní figura kameníka. V té době hrad vlastnil Albrecht ze Šternberka, biskup olomoucký, arcibiskup magdeburský a zakladatel kláštera augustiniánů ve Šternberku. Figura kameníka odpovídá vzniku v období krásného slohu a svým stylem je natolik blízká Šternberské madoně, že může být dílem téhož sochaře. Experimentální umístění sádrového odlitku Madony na konzoli prokázalo, že její podstavec se shoduje s okosením konzoly a výška i hloubka tabernáklu pod baldachýnem zhruba odpovídá dodatečně upraveným rozměrům sochy po odtesání zad a koruny.

### Nález sochy v Babicích

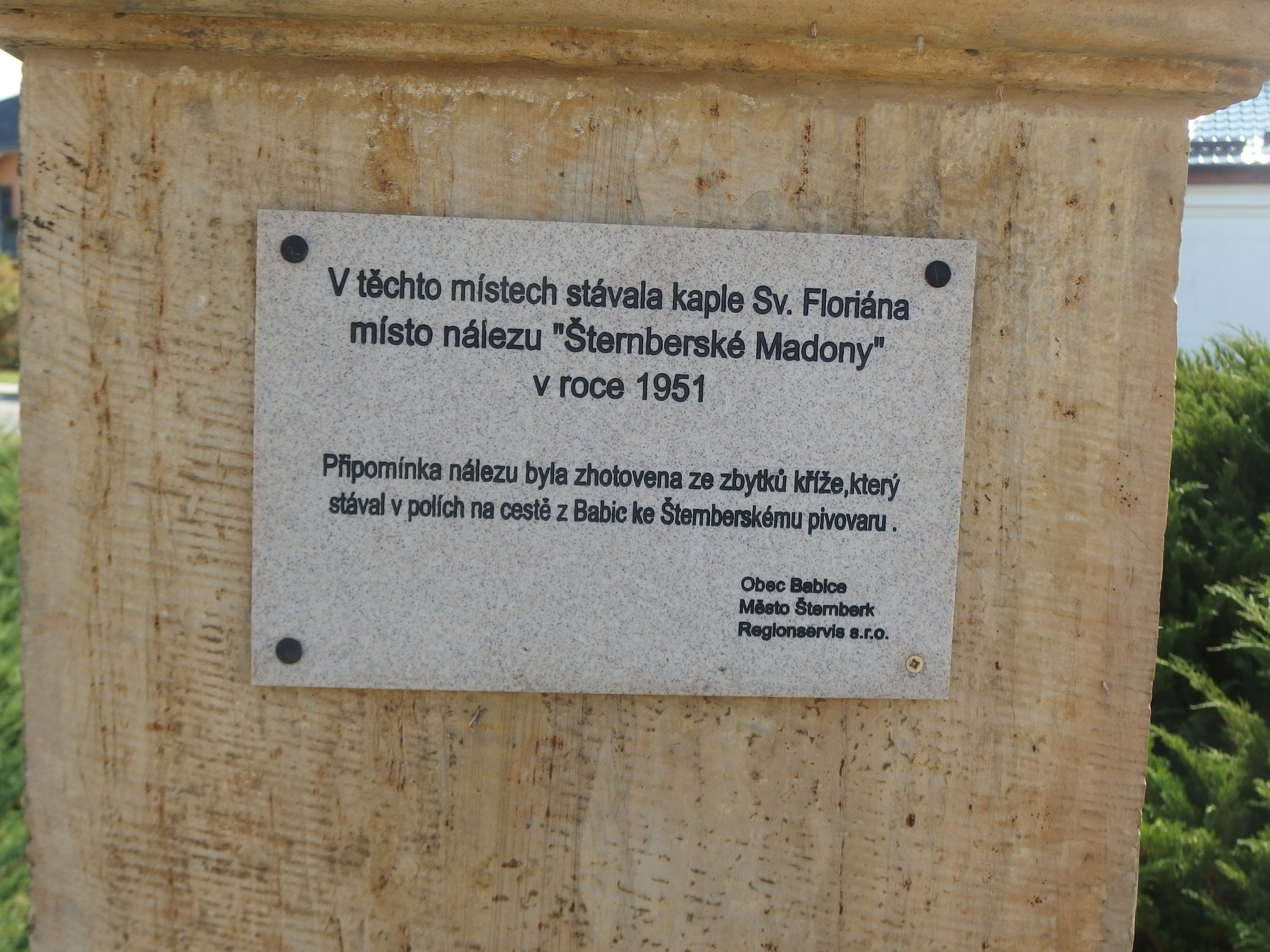
detail pamětního nápisu na kříži

O nálezu sochy existuje několik verzí.  Na sošku, umístěnou v kapličce sv. Floriána v Babicích, upozornila v roce 1951 šternberského faráře Pospíšila mladá studentka. Kaplička byla v roce 1982 zbořena, místo nálezu památky bylo později označeno křížem s pamětním nápisem na soklu. Podle jiných pramenů (Ivo Hlobil) byla objevena roku 1957 v sakristii filiálního kostela v Babicích. Farář sošku převezl do Šternberka (přesné datum není doloženo, uvádí se roky 1951, 1954 nebo 1957), kde byla nejprve umístěna v hradní kapli, později přemístěna na boční oltář farního kostela Zvěstování Panny Marie. Od roku 1957 byla předmětem zájmu kunsthistoriků a restaurátorů. Od 1. ledna 2006 je chráněna jako národní kulturní památka. 

### Vystavena
- 1966 Les Primitifs de Bohême, L'art gothique en Tchécoslovaquie 1350–1420, Brusel, Rotterdam
- 1970 měla být součástí výstavy české gotiky v Paříži, která se kvůli nástupu normalizace neuskutečnila[21]
- 1978 Die Parler und der Schöne Stil, Schnütgen Museum, Kolín nad Rýnem
- 1999 Od gotiky k renesanci. Výtvarná kultura Moravy a Slezska 1400–1550, Muzeum umění Olomouc
- 2000 Ultimi fiori del medioevo - dal gotico al rinascimento in Moravia e nella Slesia, Palazzo di Venezia, Řím
- 2005 Prague - The Crown of Bohemia, Metropolitan Museum of Art, New York
- 2006 Karel IV., císař z Boží milosti. Kultura a umění za vlády Lucemburků 1310–1437, Jízdárna Pražského hradu
- 2006 Slezsko, perla v české koruně. Tři období rozkvětu vzájemných uměleckých vztahů, Valdštejnská jízdárna, Národní galerie v Praze
- 2014 klášter sv. Anežky České, Národní galerie v Praze[22]
- trvale vystavena v expozici středověkého umění, Arcidiecézní muzeum Olomouc

### Příbuzná díla
- Toruňská madona, od roku 1945 nezvěstná, zachován pouze sokl s hlavou Mojžíše
- Madona z Wroclawi, Muzeum narodowe,
- Madona z Horažďovic, Bayerisches Nationalmuseum, Mnichov[23]
- Madona z Benátek, Kunstmuseum Düsseldorf
- Madona z Bonnu, Rheinisches Landesmuseum, Bonn
- Madona z Muzea krásných umění v Budapešti, zakoupená ze soukromé sbírky v Amiensu
- Sv. Barbora ze svatopetrského (jižního) portálu katedrály v Kolíně nad Rýnem
- Sv. Barbora v Ptuji, Slovinsko

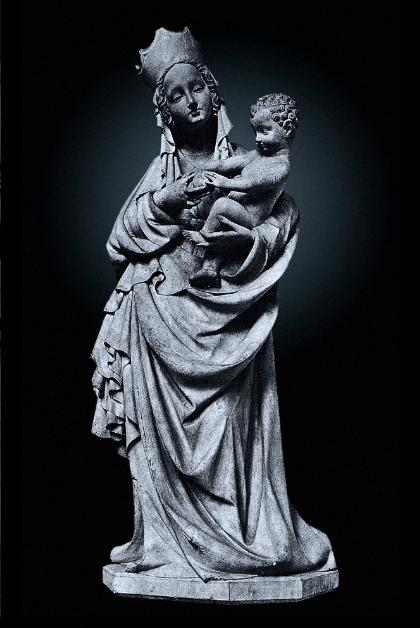
Toruňská madona
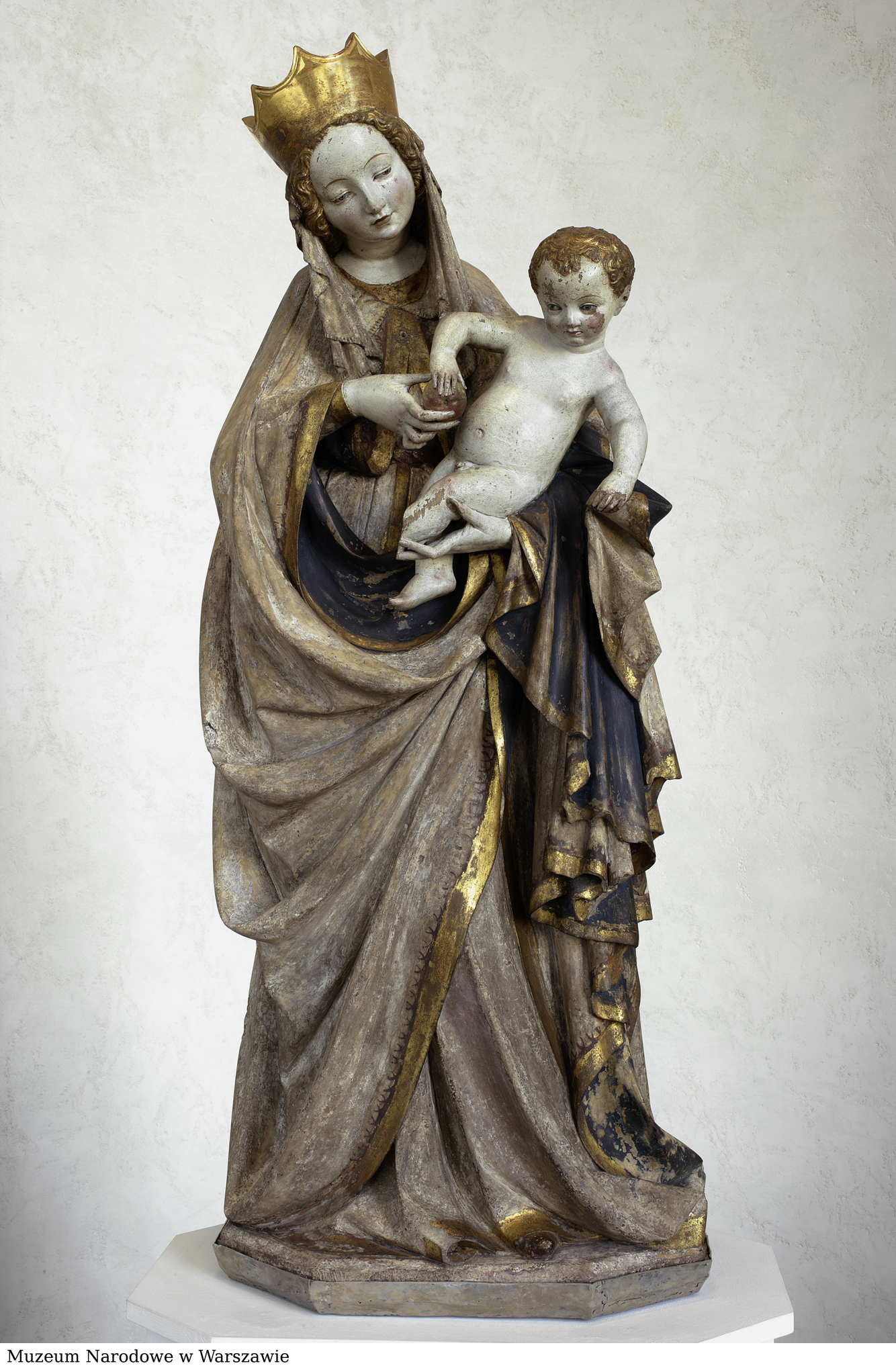
Madonna z Wrocławia
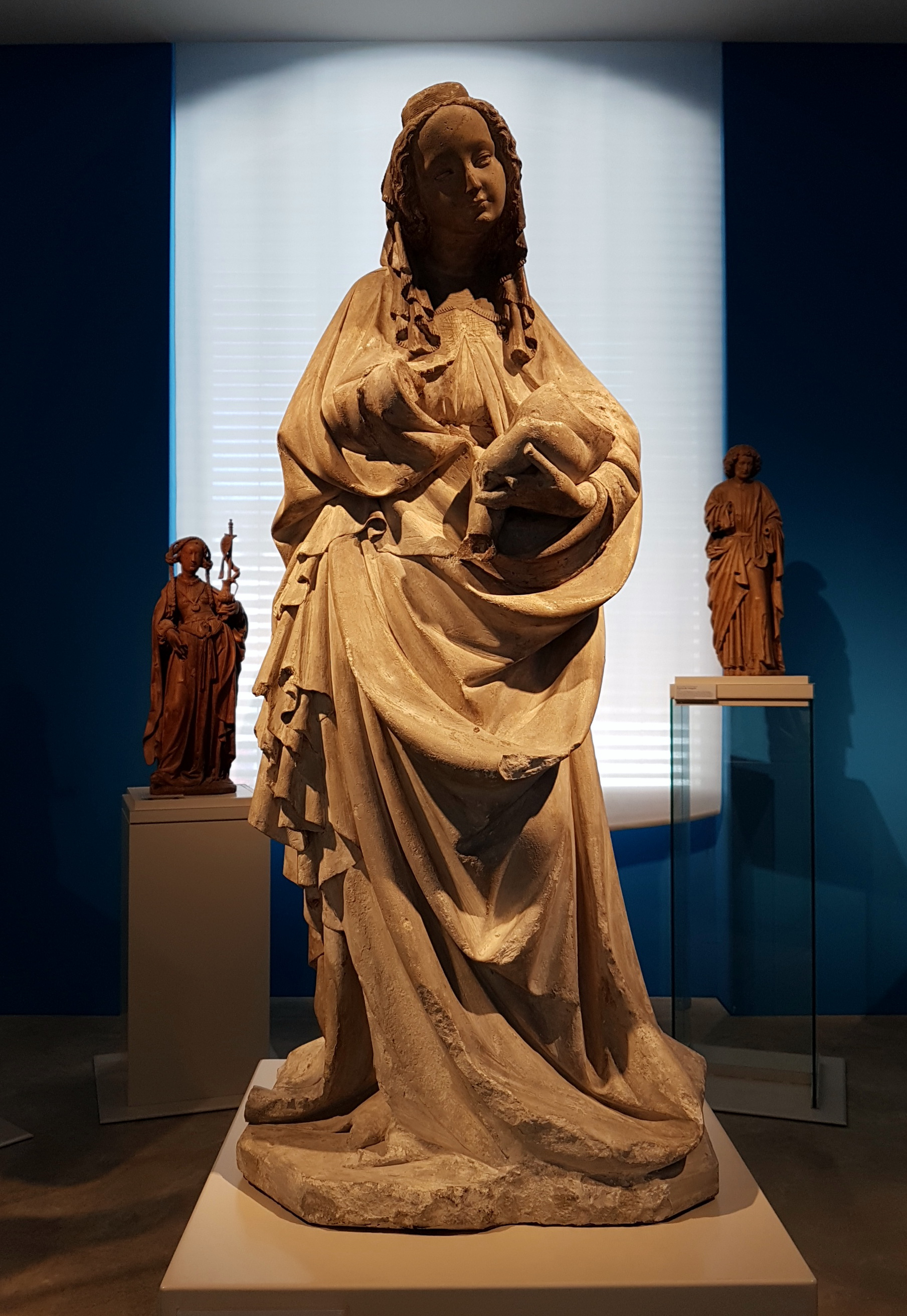
Schöne Madonna, Rheinisches Landesmuseum Bonn